# All Out Life
«All Out Life» es una canción de la banda estadounidense de nu metal Slipknot. Lanzado como sencillo el 31 de octubre de 2018, aparece únicamente en la versión japonesa del álbum We Are Not Your Kind como track adicional. Además es el último sencillo de Slipknot con el percusionista Chris Fehn, que fue despedido de la banda a principios de 2019.
El lanzamiento del sencillo estuvo acompañado por un vídeo musical dirigido por el percusionista de la banda Shawn "Clown" Crahan.
También ha sido la canción oficial de WWE NXT desde el 4 de abril de 2019.

## Composición
Según el líder de Slipknot, Corey Taylor, "All Out Life" se escribió como "un grito de guerra para todos, se trata de que todos nos reunamos y digamos 'No hablemos de lo viejo. No hablemos de lo nuevo. Hablemos sobre lo que es bueno, lo que es real, y respaldemos eso y comencemos a aceptar las cosas que importan porque allí hay historia y no solo es por la siguiente mejor cosa.'"

## Estilo y recepción
Andrew Trendell de NME, describió "All Out Life" como "thrash-heavy". Ruskell comentó que "hay una intensidad que supera a casi todos los últimos tres discos (Vol. 3: The Subliminal Verses, All Hope Is Gone y .5: The Gray Chapter) de la banda, con un montón de veneno que podría haber sido vomitado desde Iowa. Scott Munro de Metal Hammer apodó el sencillo como "Feroz" e "Increíble".